# Quién lo impide
Quién lo impide (título internacional: Who's Stopping Us?) es una película española dirigida por Jonás Trueba. Tuvo su estreno mundial en el Festival de San Sebastián de 2021. Se trata de una película que mezcla ficción y no ficción. El filme de Trueba busca retratar a la generación de jóvenes nacidos en los 2000 con entrevistas y partes ficcionadas en las que los actores se interpretan a sí mismos. La película tuvo muy buena acogida en el festival de San Sebastián y se alzó con la Concha de Plata a la Mejor Interpretación de reparto para todo su elenco de actores.

## Elenco
- Candela Recio
- Pablo Hoyos
- Silvio Aguilar
- Pablo Gavira
- Claudia Navarro
- Marta Casado
- Rony-Michelle Pinzaru
- Javier Sánchez
- Jonás Trueba

## Premios y nominaciones
Festival de San Sebastián de 2021
| Categoría                                            | Nominados        | Resultado |
| ---------------------------------------------------- | ---------------- | --------- |
| Concha de Plata a la mejor interpretación de reparto | Elenco del filme | Ganadores |
| Premio FIPRESCI                                      | Quién lo impide  | Ganadora  |
| Premio Feroz Zinemaldia                              | Quién lo impide  | Ganadora  |

XXXVI edición de los Premios Goya
| Categoría                 | Resultado |
| ------------------------- | --------- |
| Mejor película documental | Ganadora  |

77.ª edición de las Medallas del Círculo de Escritores Cinematográficos
| Categoría                     | Resultado |
| ----------------------------- | --------- |
| Mejor largometraje documental | Ganador   |

Otros premios
- Premio a Mejor interpretación (ex aequo) - Candela Recio en el Festival de Mar del Plata 2021[6]
- Premio SIGNIS en el Festival de Mar del Plata 2021
- Nominado a Mejor documental en los Premios Forqué 2021[7]

## Duración
La película tiene una duración total de 220 minutos, pero cuenta con dos descansos de 5 minutos. Es decir, se divide en 3 partes. En una entrevista para el podcast Los Figurantes, de la web de cine 35 milímetros, Jonás Trueba dijo que después de su paso por salas llegaría a Movistar+ dividida en tres partes, en formato miniserie.

## Polémica de documental o ficción
Numerosos periodistas cinematográficos han expresado su incomprensión con que la última película de Jonás Trueba haya sido catalogada como Documental cuando se ha enviado como opción para los distintos premios españoles. Lo cierto es que, a ciencia cierta, no es un documental al cien por cien, ya que en su segunda parte hay varios momentos ficcionados creando así una atmósfera de realidad paralela. Sin embargo, no debemos olvidar que precisamente lo que está buscando Jonás Trueba es llevar hasta el límite la idea de documental o no-ficción.[cita requerida]
La película está inscrita oficialmente en el ICAA como largometraje documental, y se presentó a las ayudas selectivas de largometraje en la categoría de documental en el año 2017, puesto que nace como un proyecto de raíz documental que luego se fue abriendo a la ficción.[cita requerida]